# Шлюб по-італійськи
«Шлюб по-італійськи» (італ. Matrimonio all'italiana) — драматична кінокомедія 1964 року режисера Вітторіо де Сіка на основі комедії Едуардо де Філіппо «Філумена Мартурано» (1946).

## Сюжет
Доменіко Соріано (Марчелло Мастроянні), досить багатий бізнесмен, під час бомбардуваня Неаполя знайомиться з дуже симпатичною молоденькою повією Філуменою Мартурано (Софі Лорен). Через кілька років, уже після війни, вони зустрічаються знову. Тепер він забирає її з публічного будинку і поселяє у найнятій квартирі, навіть з прислугою. Філумена закохана в Доменіко, та чи зможе покохати її він …

## Ролі виконують
- Марчелло Мастроянні — Доменіко Соріано
- Софія Лорен — Філумена Мартурано
- Альдо Пульїзі[it] — Альфредо
- Текля Скарано[it] — Розалія
- Марілу Толо — Діана
- Енцо Аїта[it] — священник

## Нагороди
- 1964 Премія «Золотий глобус» Голлівудської асоціації іноземної преси:
  - за найкращий фільм іноземною мовою, разом з «Салах Шабаті» (реж. Єфрем Кішон, 1964)
- 1965 Премія Давид ді Донателло:
  - Премія Давид ді Донателло найкращому продюсерові[it] — Карло Понті
  - премія «Давид ді Донателло» за найкращу режисерську роботу — Вітторіо Де Сіка, разом з фільмом «Момент істини» (реж. Франческо Розі, 1965)
  - премія «Давид ді Донателло» за найкращу чоловічу роль — Марчелло Мастроянні, разом з Вітторіо Гассманом («Кон'юнктура», 1965)
  - премія «Давид ді Донателло» за найкращу головну жіночу роль — Софія Лорен
- 1965 Премія «Срібна стрічка» Італійського національного синдикату кіножурналістів:
  - найкращій акторці другого плану[it] — Текля Скарано
- 1965 Премія Московського міжнародного кінофестивалю:
  - за найкраще виконання жіночої ролі — Софія Лорен
- 1965 Премія «Лаврова нагорода», Laurel Awards[en]:
  - премія «Золотий лавр», 2 місце за найкращу гру — Софія Лорен